# Dominicus Franciscus du Bois
Dominicus Franciscus du Bois (Brugge, 8 november 1800 - Den Bosch, 27 oktober 1840) was een Vlaams kunstschilder en tekenaar. De Koninklijke School voor Nuttige en Beeldende Kunsten in Den Bosch kende onder zijn leiding een bloeiperiode.

## Biografie
Du Bois werd geboren en getogen in Brugge. Hij leerde het kunstvak van Joseph-François Ducq in zijn geboorteplaats. Hierna vervolgde zijn opleiding bij Mathijs van Brée in Antwerpen en vervolgens bij Baron Gros in Parijs.
Op 28 januari 1826 werd hij de opvolger van Henricus Turken met zijn aanstelling als directeur van de Stads Academie. Koning Willem I wijzigde de naam nog hetzelfde jaar in de Koninklijke School voor Nuttige en Beeldende Kunsten.
In zijn eerste jaar schilderde hij het bestuur van de school met verschillende leerlingen op de achtergrond. Rechtsboven schilderde hij Pieter Barbiers en zichzelf (v.l.n.r.). Du Bois bleef hier aan tot zijn dood in 1840.
Tot zijn leerlingen golden kunstenaars als Jan Hendrik van Grootvelt, Thomas van Leent en Joseph Hartogensis. Daarnaast was hij een van de bestuurders van het Provinciaal Genootschap van Kunsten en Wetenschappen.
Du Bois werd bekend om zijn historische werken en portretkunst. Hij werd al tijdens zijn leven erkend als een groot kunstenaar en zijn werk hing bijvoorbeeld in het Paleis Noordeinde. Ook hing een historiestuk in het Raadhuis van Den Bosch waarop prins Willem II een vaandel overdraagt aan de Bossche schutterij.

## Galerij
| Terugkeer van Jacob Hobein op 19 maart 1831 |  | De overdracht van het vaandel door de prins van Oranje (Willem II) aan de Bossche schutterij op 24 juli 1831 |
| Terugkeer van Jacob Hobein op 19 maart 1831 |  | De overdracht van het vaandel door de prins van Oranje aan de Bossche schutterij op 24 juli 1831             |

- Biografisch Portaal: 39915901
- Digitale Bibliotheek voor de Nederlandse Letteren: bois009
- RKD-Nederlands Instituut voor Kunstgeschiedenis: 10013
- Union List of Artist Names: 500181220
- Virtual International Authority File: 1377153596622251900004